# Salah-Eddine Ghaidi
Salah-Eddine Ghaidi (né le 12 mai 1979 à Poissy) est un athlète français spécialiste du 400 m haies. 

## Carrière
En 2008, il décroche le titre de champion de France avec le temps de 49 s 44. En 2009, il remporte deux médailles d'argent aux Jeux méditerranéens de Pescara (sur 400 m haies et avec le relais 4 × 400 m).
Il mesure 1,75 m pour 65 kg. Son entraîneur est Guy Ontanon. Son club est le Lagardère Paris Racing.
Son record personnel sur 400 m haies est de 49 s 44.
Il est depuis plusieurs années Coach. 

## Palmarès
| Date | Compétition         | Lieu    | Résultat | Épreuve   | Temps         |
| ---- | ------------------- | ------- | -------- | --------- | ------------- |
| 2009 | Jeux méditerranéens | Pescara | 2e       | 4 x 400 m | 50 s 10       |
| 2009 | Jeux méditerranéens | Pescara | 2e       | 4 x 400 m | 3 min 06 s 28 |